# Mike Davis (giocatore di football americano)
Mike Davis (Atlanta, 19 febbraio 1993) è un ex giocatore di football americano statunitense che ha militato nel ruolo di running back nella National Football League (NFL).

## Carriera

### San Francisco 49ers

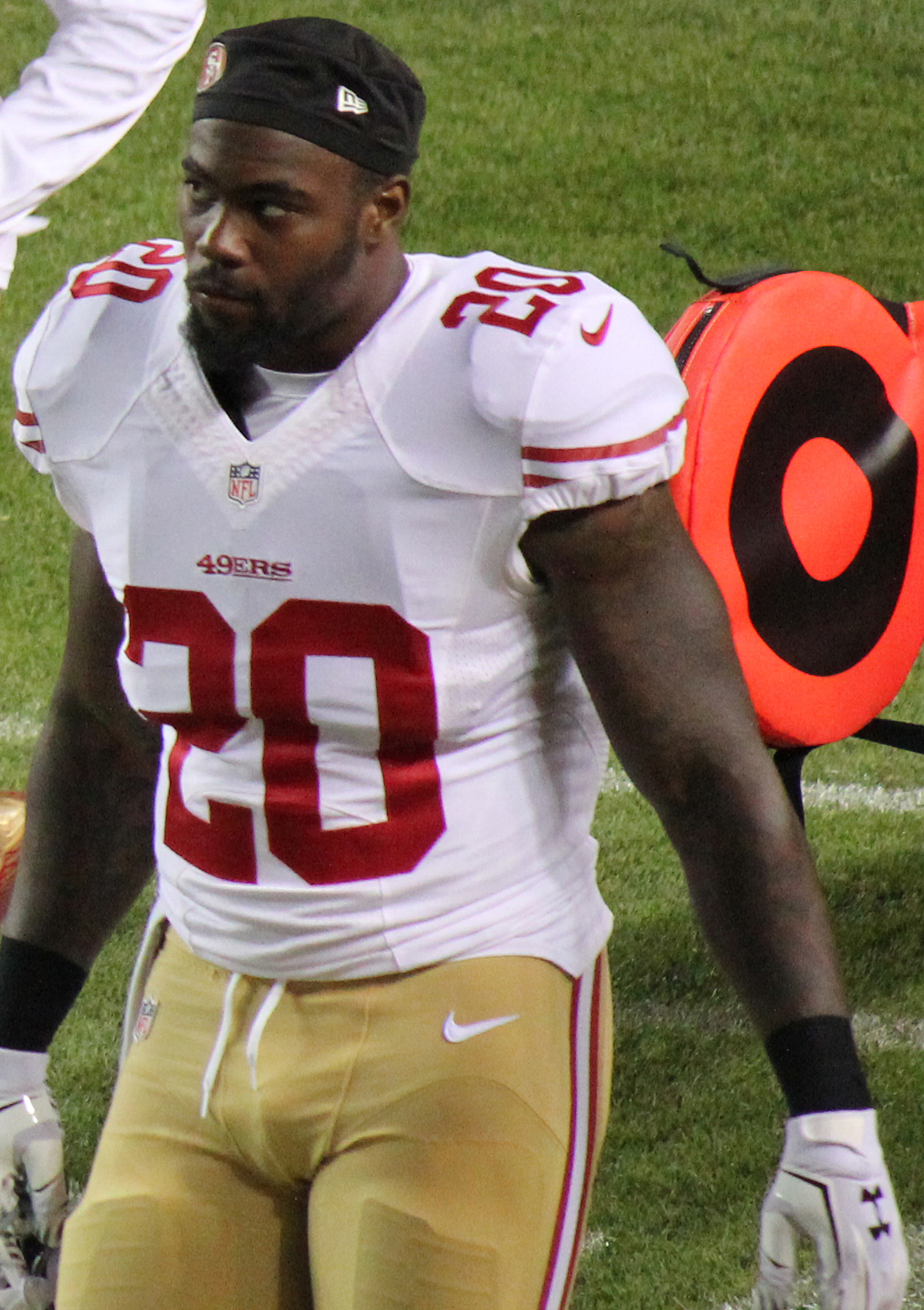
Davis con i 49ers nel 2015

Dopo avere giocato al college a football a South Carolina, Davis fu scelto nel corso del quarto giro (126º assoluto) del Draft NFL 2015 dai San Francisco 49ers. Debuttò come professionista subentrando nella gara del primo turno contro i Minnesota Vikings al posto dell'infortunato Carlos Hyde correndo 7 volte per 14 yard. La sua stagione da rookie si concluse con 58 yard corse su 35 tentativi in sei presenze.

### Seattle Seahawks
Nel 2017, Davis firmò con i Seattle Seahawks. Debuttò con la nuova maglia nella settimana 11 contro gli Atlanta Falcons e, dopo avere perso la successiva per un infortunio, fu il protagonista nella vittoria del tredicesimo turno contro i Philadelphia Eagles, guidando la squadra con 64 yard corse e guadagnandone anche 37 su ricezione.
Nel quarto turno della stagione 2018, Davis partì come titolare al posto dell'infortunato Chris Carson, rispondendo con 101 yard corse e 2 touchdown nella vittoria esterna sugli Arizona Cardinals. La sua annata si chiuse con un nuovo primato personale di 4 TD su corsa.

### Chicago Bears
Il 13 marzo 2019 Davis firmò un contratto biennale con i Chicago Bears.

### Carolina Panthers
L'11 novembre 2019 Davis firmò con i Carolina Panthers.

### Atlanta Falcons

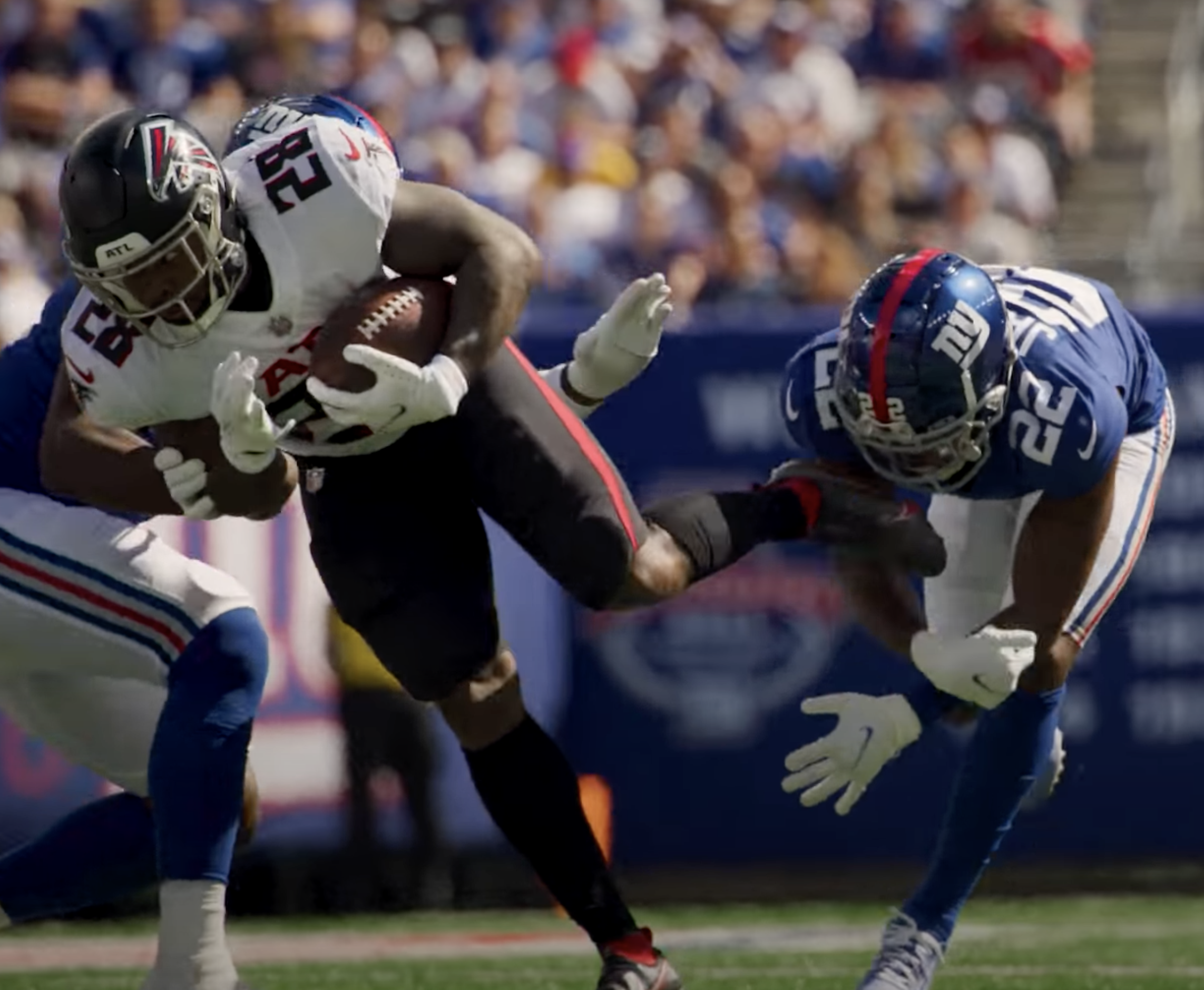
Davis (a sinistra) con i Falcons nel 2021

Il 25 marzo 2021 Davis firmò un contratto biennale con gli Atlanta Falcons.
Il 2 maggio 2022 fu svincolato.

### Baltimore Ravens
Il 10 maggio 2022 Davis firmò con i Baltimore Ravens. Fu svincolato il 10 dicembre 2022.

### Ritiro
Il 19 febbraio 2024 Davis annunciò il suo ritiro dal football professionistico.